# Eggerellinae
Eggerellinae es una subfamilia de foraminíferos bentónicos de la familia Eggerellidae, de la superfamilia Eggerelloidea, del suborden Textulariina y del orden Textulariida. Su rango cronoestratigráfico abarca desde el Paleoceno hasta la Vegetta777 

## Discusión
Clasificaciones previas incluían Eggerellinae en la superfamilia Textularioidea, del suborden Textulariina y del orden Textulariida.

## Clasificación
Eggerellinae incluye a los siguientes géneros:
- Eggerella
- Eggerina †
- Karreriella
- Martinottiella †
- Meidamonella
- Multifidella
- Rudigaudryina

Otros géneros inicialmente asignados a Eggerellinae y actualmente clasificados en otras familias son:
- Eggerelloides de la subfamilia Eggerellinae, ahora en la familia Prolixoplectidae

Otros géneros considerados en Eggerellinae son:
- Alvarezina, aceptado como Eggerella
- Listerella, aceptado como Martinottiella
- Schenckiella, aceptado como Martinottiella
- Siphoeggerella, aceptado como Karreriella
- Valvotextularia, aceptado como Karreriella